# Negativa da regional
 (mai 2023).
Si vous disposez d'ouvrages ou d'articles de référence ou si vous connaissez des sites web de qualité traitant du thème abordé ici, merci de compléter l'article en donnant les références utiles à sa vérifiabilité et en les liant à la section « Notes et références ».

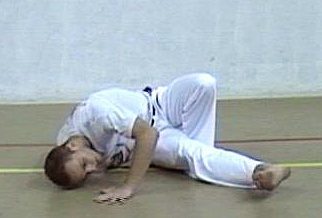
Negativa da regional.

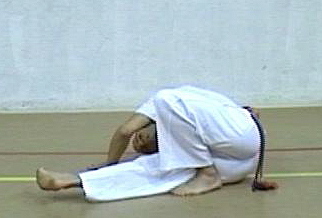
Negativa de Bimba

La Negativa da regional (litt. "défense de la régionale", en portugais), également appelée Negativa de Bimba, est une position défensive de la capoeira créée par Mestre Bimba qui consiste à s'appuyer sur les deux mains de côté par rapport au sol, un pied à plat et l'autre jambe tendue en avant.
Ce mouvement peut être utilisé en tant qu'esquive, en tant que contre-attaque, ou en tant que chute:
- On l'utilise généralement comme esquive contre des coups de pied directs comme la bênção (tel que l'enseignait Mestre Bimba — voir les Séquences de Mestre Bimba), en calant le pied de la jambe tendue derrière la jambe d'appui de l'adversaire (on pourra éventuellement faire suivre la technique d'une presilha).
- On peut aussi faire la negativa da regional en frappant la jambe d'appui, ce qu'on fait plutôt rarement en raison de la sévérité du coup (voir Negativa derrubando).
- On utilise ce mouvement pour tomber après avoir été déséquilibré par une rasteira (par exemple) sur un coup de pied direct.